# Обсерватория Ла-Плата
Обсерватория Ла-Плата (исп. Observatorio Astronómico de La Plata) — астрономическая обсерватория, расположенная в городе Ла-Плата, в провинции Буэнос-Айрес, Аргентина. Код IAU — «839».

## История
Ла-Плата был запланированным городом, предназначенным для того, чтобы стать столицей округа, после того, как город Буэнос-Айрес стал федеральной столицей Аргентины. Постройка обсерватории была намечена губернатором Буэнос-Айреса, Dardo Rocha, 7 мая 1881 года. В документе содержались указания Техническому Департаменту составить планы и бюджет для нескольких общественных зданий, включая астрономическую обсерваторию. Постройка Обсерватории была начата в ноябре 1883 года. Первым директором нового учреждения был Francisco Beuf (лейтенант французской Армии и директор Военно-морской Обсерватории Тулона). В честь другого директора данной обсерватории названа еще одна аргентинская обсерватория: Обсерватория им. Феликса Агилара.